# Münchringen

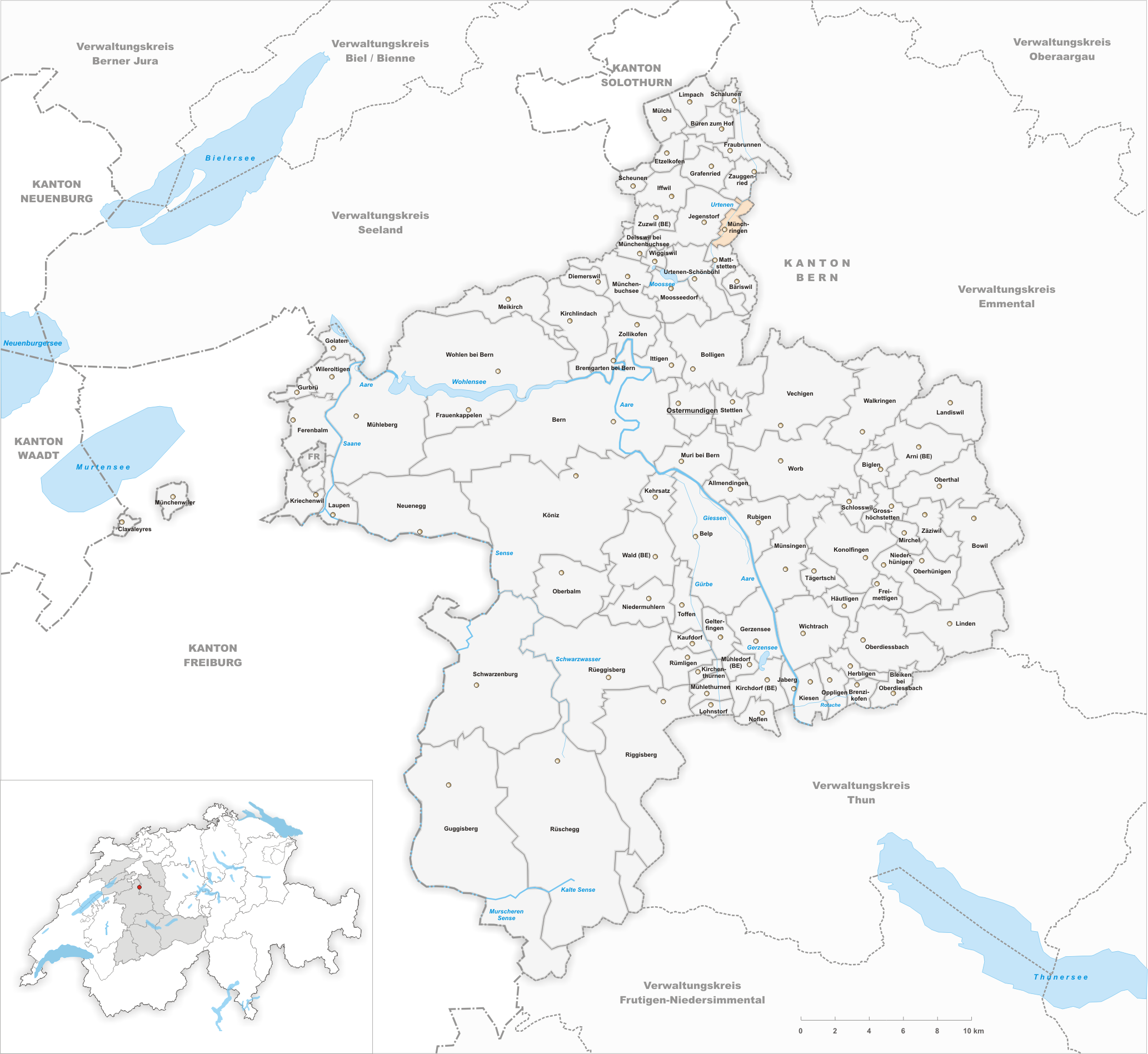
Gemeindestand vor der Fusion am 1. Januar 2014

Münchringen ist ein Ort in der politischen Gemeinde Jegenstorf im Verwaltungskreis Bern-Mittelland des Kantons Bern in der Schweiz. Bis zum 31. Dezember 2013 war Münchringen eine eigene politische Gemeinde. Am 1. Januar 2014 fusionierte diese mit den Gemeinden Jegenstorf und Scheunen zur neuen Gemeinde Jegenstorf.

## Geographie
Münchringen liegt auf 522 m ü. M., zwölf Kilometer nordnordöstlich der Kantonshauptstadt Bern (Luftlinie). Das Dorf erstreckt sich auf einem Moränenhügel östlich der Urtenen, am nördlichen Rand des Molassehügellandes zwischen Bern und dem Emmental, im Schweizer Mittelland.
Die Fläche des 2,4 km² grossen Gebiets der ehemaligen Gemeinde umfasst einen Abschnitt des zentralen Berner Mittellandes mit nur sehr geringen Reliefunterschieden. Das Gebiet wird von der kanalisierten und begradigten Urtenen von Südwesten nach Nordosten in einer breiten Talebene durchflossen. Es reicht vom Mattenbühl, auf dem mit 529 m ü. M. die höchste Erhebung von Münchringen erreicht wird, nach Nordosten über die Anhöhe von Münchringen bis an den Rand des Hurschwaldes bei Holzmühle. Östlich des Moränenwalls von Münchringen befindet sich die ehemals moorige Senke Turbenmoos, an welche der Mooswald anschliesst. Von der Gemeindefläche entfielen 1997 10 % auf Siedlungen, 10 % auf Wald und Gehölze, 79 % auf Landwirtschaft, und etwas mehr als 1 % war unproduktives Land.
Zu Münchringen gehört der Weiler Holzmühle (508 m ü. M.) auf einer Anhöhe westlich der Urtenenniederung. Nachbargemeinden bzw. ‑orte von Münchringen sind Zauggenried, Kernenried, Hindelbank, Mattstetten und Jegenstorf (Ortsteil).

## Bevölkerung
Mit 591 Einwohnern (Stand 31. Dezember 2011) gehörte Münchringen zu den kleineren Gemeinden des Kantons Bern. Von den Bewohnern waren im Jahr 2000 96,3 % deutschsprachig, 0,8 % französischsprachig, und 0,8 % sprachen Rätoromanisch. Die Bevölkerungszahl von Münchringen belief sich 1850 auf 266 Einwohner, 1900 noch auf 198 Einwohner. Im Verlauf des 20. Jahrhunderts nahm die Bevölkerungszahl bis 1970 nur sehr langsam auf 271 Personen zu. Seither wurde (insbesondere während der 1970er Jahre) eine rasche Bevölkerungszunahme verbunden mit einer Verdoppelung der Einwohnerzahl innerhalb von 30 Jahren verzeichnet.

## Politik
Die Stimmenanteile der Parteien anlässlich der Nationalratswahlen 2011 betrugen: BDP 21,7 %, SP 16,9 %, SVP 16,8 %, EVP 11,5 %, FDP 8,9 %, GPS 7,5 %, glp 5,5 %, EDU 5,1 %, CVP 3,7 %.

## Wirtschaft
Münchringen war bis in die zweite Hälfte des 20. Jahrhunderts ein vorwiegend durch die Landwirtschaft geprägtes Dorf. Noch heute haben dank den fruchtbaren Böden der Ackerbau, der Obstbau sowie die Viehzucht einen wichtigen Stellenwert in der Erwerbsstruktur der Bevölkerung. Weitere Arbeitsplätze sind im lokalen Kleingewerbe und im Dienstleistungssektor (Treuhandbüro, EDV-Dienstleistungsfirmen) vorhanden. In Münchringen sind heute Betriebe des Baugewerbes, ein Gipsergeschäft, ein Innenausbaubetrieb und eine Firma für sanitäre Anlagen, vertreten. In den letzten Jahrzehnten hat sich das Dorf zu einer Wohngemeinde entwickelt. Viele Erwerbstätige sind deshalb Wegpendler, die hauptsächlich in der Agglomeration Bern und im Raum Burgdorf arbeiten.

## Verkehr
Obwohl keine Durchgangsstrassen durch das Dorf führen, ist Münchringen verkehrstechnisch recht gut erschlossen. Es liegt an einer Verbindungsstrasse von Jegenstorf nach Hindelbank. Der nächste Anschluss an die Autobahn A1 (Bern–Zürich) befindet sich rund 5 km vom Ortskern entfernt. Münchringen besitzt keine direkte Anbindung an das Netz des öffentlichen Verkehrs. Der nächste Bahnhof der Regionalbahn Bern–Solothurn in Jegenstorf liegt in einer Entfernung von rund 1 km.

## Geschichte
Die erste urkundliche Erwähnung des Ortes erfolgte 1261 unter dem Namen Munderchingen. Später erschienen die Bezeichnungen Münrkingen (1300), Munchringen (1312) und Münchingen (1360). Der Ortsname geht auf den althochdeutschen Personennamen Munderich zurück und bedeutet demnach bei den Leuten des Munderich.
Seit dem Mittelalter unterstand Münchringen den Grafen von Kyburg. Seit 1406 befand sich das Dorf unter Berner Herrschaft und war dem Landgericht Zollikofen zugeordnet. Nach dem Zusammenbruch des Ancien Régime (1798) gehörte Münchringen während der Helvetik zum Distrikt Zollikofen und ab 1803 zum Oberamt Fraubrunnen, das mit der neuen Kantonsverfassung von 1831 den Status eines Amtsbezirks erhielt. Der Weiler Holzmühle wurde erst 1845 nach Münchringen eingemeindet.

## Sehenswürdigkeiten
Im alten Ortskern von Münchringen sind zahlreiche charakteristische Bauernhäuser aus dem 18. und 19. Jahrhundert im bernischen Landstil erhalten. Auch der Weiler Holzmühle bildet eine geschlossene Häusergruppe aus dieser Zeit. Münchringen besitzt keine eigene Kirche, es gehört zur Kirchgemeinde Jegenstorf-Urtenen.
In Münchringen lebt der einzige Regenschirmflicker der Schweiz. Im März 2024 schrieb der Südkurier, dass Erich Baumann im Jahr 2023 mehr als 1000 Regenschirme repariert habe. Er arbeitet in einem alten Schulhaus, das mit mehreren 100'000 Teilen von Schirmen vom Fundbüro oder Gebrauchtwarenläden vollgestopft ist. Von über 1000 reparierten Schirmen pro Jahr kann er nur etwa 5–10 Regenschirme nicht reparieren mangels Ersatzteilen. Über 900 davon erhält er zugeschickt.